# Tiếng Yuracaré
Yuracaré (cũng được biết đến như Yurakaré, Yurakar, Yuracare, Yurucare, Yuracar, Yurakare, Yurujuré, Yurujare) là một ngôn ngữ tách biệt đang bị đe dọa, được dùng tại vùng trung tâm Bolivia tại Cochabamba và Beni, nói bởi người Yuracaré.
Ước tính khoảng 2,500 người dùng ngôn ngữ này. Con số này đang theo chiều hướng giảm vì những thế hệ trẻ hơn không còn muốn học ngôn ngữ này nữa. (xem Cái chết của ngôn ngữ)
Yuracaré được ghi nhận lần đầu trong một bản chép tay của de la Cueva (Adam 1893). Ngôn ngữ này hiện đang được nghiên cứu bởi Rik van Gijn. Foundation for Endangered Languages đã cấp một khoản tài trợ cho dự án từ điển Yuracaré–Tây Ban Nha / Tây Ban Nha–Yuracaré vào năm 2005.

## Liên hệ với các ngôn ngữ khác
Suárez (1977) đề xuất mối liên hệ giữa tiếng Yuracaré với các hệ ngôn ngữ Mosetena, Pano–Tacana, Arawak, và Chon. Trong tác phẩm Macro-Panoan trước đó của mình, ông cũng có nhận xét như vậy (chỉ trừ Arawak) (Suárez 1969).

## Ngữ pháp
- Verb-initial
- agglutinating
- tiền tố, hậu tố
- reduplication